# Neckera hexasticha
Neckera hexasticha là một loài rêu trong họ Neckeraceae. Loài này được (Schwägr.) Müll. Hal. mô tả khoa học đầu tiên năm 1850.